# آنتاگونیست دوپامین
آنتاگونیست دوپامین، که با عناوین آنتی‌دوپامینرژیک و آنتاگونیست گیرنده دوپامین (DRAs) نیز شناخته می‌شود، دسته ای از داروها هستند که گیرنده‌های دوپامین را با آنتاگونیست گیرنده مسدود می‌کنند این عملکرد سبب عدم اثرگذاری دوپامین در بدن می شود. بیشتر داروهای ضدروان‌پریشی آنتاگونیست دوپامین هستند و به همین ترتیب در درمان اسکیزوفرنی، اختلال دوقطبی و حملات سایکوز کاربرد دارند. برخی آنتاگونیست‌های دوپامین دارای خاصیت ضد تهوع هستند که در درمان حالت تهوع و استفراغ استفاده می‌شوند. مانند تزریق ماهیچه ای  هالوپریدول. زمان شروع اثرگذاری این داروها معمولاً بسیار کم است و حتی در فرمولاسیون قرص/کپسول در طی کمتر از ۳۰ دقیقه اثر می کند. در ضمن از نسل دوم داروهای ضدروانپریشی برای کاهش درد و احساسات منفی مانند افسردگی پیش از زایمان و فصلی استفاده می شود. مانند داروهای آنتی هیستامین، که دو نسل دارد و نسل اول آن خواب آوری و آرام بخشی زیادی با خود به همراه داشته است، این کلاس دارویی دقیقاً مثل آنها بوده و نسل دوم با عوارض بسیار کمتری در اغلب موارد همراه است.(البته داروی کلوزاپین می تواند نوعی از ایدز موقت را در حدود ۱٪ افراد مصرف کننده ایجاد کند که آگرانولوسیتوز نام دارد.)  

## یادداشت
1. ↑  Dopamine antagonist
2. ↑  anti-dopaminergic
3. ↑  dopamine receptor antagonist